# Palmarès du simple garçons des tournois du Grand Chelem
Cet article répertorie les joueurs de tennis vainqueurs en tournoi du Grand Chelem en catégorie simple garçons (juniors).
Si une épreuve junior est créée à l'Open d'Australie dès 1922, il faut attendre 1947 pour que Roland-Garros et Wimbledon la proposent aussi, et 1973 pour la voir apparaître à l'US Open.
Ainsi, le Grand Chelem junior (gagner les 4 tournois sur une même année) n'est possible que depuis 1973. À ce jour, seul le Suédois Stefan Edberg l'a réalisé en 1983. L'Australien John Newcombe détient quant à lui le record de tournois juniors remportés, avec 5 titres entre 1961 et 1963.

## Palmarès
| Grand Chelem junior : 4 victoires la même année |
| Petit Chelem junior : 3 victoires la même année |
| 2 victoires la même année                       |

| Année   | Open d'Australie                      | Roland-Garros             | Wimbledon                   | US Open               |
| ------- | ------------------------------------- | ------------------------- | --------------------------- | --------------------- |
| 1922    | A. E. Yeldham,                        | Début en 1947             | Début en 1947               | Début en 1973         |
| 1923    | L. Cryle                              | Début en 1947             | Début en 1947               | Début en 1973         |
| 1924    | Alan Coldham                          | Début en 1947             | Début en 1947               | Début en 1973         |
| 1925    | Alan Coldham                          | Début en 1947             | Début en 1947               | Début en 1973         |
| 1926    | Jack Crawford                         | Début en 1947             | Début en 1947               | Début en 1973         |
| 1927    | Jack Crawford                         | Début en 1947             | Début en 1947               | Début en 1973         |
| 1928    | Jack Crawford                         | Début en 1947             | Début en 1947               | Début en 1973         |
| 1929    | Jack Crawford                         | Début en 1947             | Début en 1947               | Début en 1973         |
| 1930    | Donald Turnbull                       | Début en 1947             | Début en 1947               | Début en 1973         |
| 1931    | Bruce Moore                           | Début en 1947             | Début en 1947               | Début en 1973         |
| 1932    | Vivian McGrath                        | Début en 1947             | Début en 1947               | Début en 1973         |
| 1933    | Adrian Quist                          | Début en 1947             | Début en 1947               | Début en 1973         |
| 1934    | Neil Ennis                            | Début en 1947             | Début en 1947               | Début en 1973         |
| 1935    | John Bromwich                         | Début en 1947             | Début en 1947               | Début en 1973         |
| 1936    | John Bromwich                         | Début en 1947             | Début en 1947               | Début en 1973         |
| 1937    | John Bromwich                         | Début en 1947             | Début en 1947               | Début en 1973         |
| 1938    | Max Newcombe                          | Début en 1947             | Début en 1947               | Début en 1973         |
| 1939    | Bill Sidwell                          | Début en 1947             | Début en 1947               | Début en 1973         |
| 1940    | Dinny Pails                           | Début en 1947             | Début en 1947               | Début en 1973         |
| 1941-45 | Pas de tournoi                        | Début en 1947             | Début en 1947               | Début en 1973         |
| 1946    | Frank Sedgman                         | Début en 1947             | Début en 1947               | Début en 1973         |
| 1947    | Don Candy                             | Jacky Brichant            | Kurt Nielsen                | Début en 1973         |
| 1948    | Ken McGregor                          | Kurt Nielsen              | Staffan Stockenberg         | Début en 1973         |
| 1949    | Clive Wilderspin                      | Jean-Claude Molinari      | Staffan Stockenberg         | Début en 1973         |
| 1950    | Ken Rosewall                          | Roland Dubuisson          | John Horn                   | Début en 1973         |
| 1951    | Lew Hoad                              | Hamilton Richardson       | Johann Kupferburger         | Début en 1973         |
| 1952    | Ken Rosewall                          | Ken Rosewall              | Robert Wilson               | Début en 1973         |
| 1953    | William Gilmour                       | Jean-Noël Grinda          | Billy Knight                | Début en 1973         |
| 1954    | Billy Knight                          | Roy Emerson               | Ramanathan Krishnan         | Début en 1973         |
| 1955    | Gerald Moss                           | Andrés Gimeno             | Michael Hann                | Début en 1973         |
| 1956    | Bob Mark                              | Mustapha Belkhodja        | Ron Holmberg                | Début en 1973         |
| 1957    | Rod Laver                             | Alberto Arilla            | James Tattersall            | Début en 1973         |
| 1958    | Martin Mulligan                       | Butch Buchholz            | Butch Buchholz              | Début en 1973         |
| 1959    | Butch Buchholz                        | Ingo Buding               | Toomas Leius                | Début en 1973         |
| 1960    | Will Coghlan                          | Ingo Buding               | Rodney Mandelstam           | Début en 1973         |
| 1961    | John Newcombe                         | John Newcombe             | Clark Graebner              | Début en 1973         |
| 1962    | John Newcombe                         | John Newcombe             | Stanley Matthews            | Début en 1973         |
| 1963    | John Newcombe                         | Nicky Kalogeropoulos      | Nicky Kalogeropoulos        | Début en 1973         |
| 1964    | Tony Roche                            | Cliff Richey              | Ismail El Shafei            | Début en 1973         |
| 1965    | Georges Goven                         | Gerald Battrick           | Vladimir Korotkov           | Début en 1973         |
| 1966    | Karl Coombes                          | Vladimir Korotkov         | Vladimir Korotkov           | Début en 1973         |
| 1967    | Brian Fairlie                         | Patrick Proisy            | Manuel Orantes              | Début en 1973         |
| 1968    | Phil Dent                             | Phil Dent                 | John Alexander              | Début en 1973         |
| 1969    | Allan McDonald                        | Antonio Muñoz             | Byron Bertram               | Début en 1973         |
| 1970    | John Alexander                        | Juan Herrera              | Byron Bertram               | Début en 1973         |
| 1971    | Cliff Letcher                         | Corrado Barazzutti        | Robert Kreiss               | Début en 1973         |
| 1972    | Paul Kronk                            | Buster C Mottram          | Björn Borg                  | Début en 1973         |
| 1973    | Paul McNamee                          | Víctor Pecci              | Billy Martin                | Billy Martin          |
| 1974    | Harry Brittain                        | Christophe Casa           | Billy Martin                | Billy Martin          |
| 1975    | Brad Drewett                          | Christophe Roger-Vasselin | Chris Lewis                 | Howard Schoenfield    |
| 1976    | Ray Kelly                             | Heinz Günthardt           | Heinz Günthardt             | Ricardo Ycaza         |
| 1977    | Ray Kelly (janv) / Brad Drewett (déc) | John McEnroe              | Van Winitsky                | Van Winitsky          |
| 1978    | Pat Serret                            | Ivan Lendl                | Ivan Lendl                  | Per Hjertquist        |
| 1979    | Greg Whitecross                       | Ramesh Krishnan           | Ramesh Krishnan             | Scott Davis           |
| 1980    | Craig Miller                          | Henri Leconte             | Thierry Tulasne             | Mike Falberg          |
| 1981    | Jörgen Windahl                        | Mats Wilander             | Matt Anger                  | Thomas Högstedt       |
| 1982    | Mark Kratzmann                        | Tarik Benhabiles          | Pat Cash                    | Pat Cash              |
| 1983    | Stefan Edberg                         | Stefan Edberg             | Stefan Edberg               | Stefan Edberg         |
| 1984    | Mark Kratzmann                        | Kent Carlsson             | Mark Kratzmann              | Mark Kratzmann        |
| 1985    | Shane Barr                            | Jaime Yzaga               | Leonardo Lavalle            | Tim Trigueiro         |
| 1986    | Pas de tournoi                        | Guillermo Pérez Roldán    | Eduardo Vélez               | Javier Sánchez        |
| 1987    | Jason Stoltenberg                     | Guillermo Pérez Roldán    | Diego Nargiso               | David Wheaton         |
| 1988    | Johan Anderson                        | Nicolás Pereira           | Nicolás Pereira             | Nicolás Pereira       |
| 1989    | Nicklas Kulti                         | Fabrice Santoro           | Nicklas Kulti               | Jonathan Stark        |
| 1990    | Dirk Dier                             | Andrea Gaudenzi           | Leander Paes                | Andrea Gaudenzi       |
| 1991    | Thomas Enqvist                        | Andreï Medvedev           | Thomas Enqvist              | Leander Paes          |
| 1992    | Grant Doyle                           | Andrei Pavel              | David Škoch                 | Brian Dunn            |
| 1993    | James Baily                           | Roberto Carretero         | Răzvan Sabău                | Marcelo Ríos          |
| 1994    | Ben Ellwood                           | Jacobo Díaz               | Scott Humphries             | Sjeng Schalken        |
| 1995    | Nicolas Kiefer                        | Mariano Zabaleta          | Olivier Mutis               | Nicolas Kiefer        |
| 1996    | Björn Rehnquist                       | Alberto Martín            | Vladimir Voltchkov          | Daniel Elsner         |
| 1997    | Daniel Elsner                         | Daniel Elsner             | Wesley Whitehouse           | Arnaud Di Pasquale    |
| 1998    | Julien Jeanpierre                     | Fernando González         | Roger Federer               | David Nalbandian      |
| 1999    | Kristian Pless                        | Guillermo Coria           | Jürgen Melzer               | Jarkko Nieminen       |
| 2000    | Andy Roddick                          | Paul-Henri Mathieu        | Nicolas Mahut               | Andy Roddick          |
| 2001    | Janko Tipsarević                      | Carlos Cuadrado           | Roman Valent                | Gilles Müller         |
| 2002    | Clément Morel                         | Richard Gasquet           | Todd Reid                   | Richard Gasquet       |
| 2003    | Márcos Baghdatís                      | Stanislas Wawrinka        | Florin Mergea               | Jo-Wilfried Tsonga    |
| 2004    | Gaël Monfils                          | Gaël Monfils              | Gaël Monfils                | Andy Murray           |
| 2005    | Donald Young                          | Marin Čilić               | Jérémy Chardy               | Ryan Sweeting         |
| 2006    | Alexandre Sidorenko                   | Martin Kližan             | Thiemo de Bakker            | Dušan Lojda           |
| 2007    | Brydan Klein                          | Uladzimir Ignatik         | Donald Young                | Ričardas Berankis     |
| 2008    | Bernard Tomic                         | Yang Tsung-hua            | Grigor Dimitrov             | Grigor Dimitrov       |
| 2009    | Yuki Bhambri                          | Daniel Berta              | Andrey Kuznetsov            | Bernard Tomic         |
| 2010    | Tiago Fernandes                       | Agustín Velotti           | Márton Fucsovics            | Jack Sock             |
| 2011    | Jiří Veselý                           | Bjorn Fratangelo          | Luke Saville                | Oliver Golding        |
| 2012    | Luke Saville                          | Kimmer Coppejans          | Filip Peliwo                | Filip Peliwo          |
| 2013    | Nick Kyrgios                          | Cristian Garín            | Gianluigi Quinzi            | Borna Ćorić           |
| 2014    | Alexander Zverev                      | Andrey Rublev             | Noah Rubin                  | Omar Jasika           |
| 2015    | Roman Safiullin                       | Tommy Paul                | Reilly Opelka               | Taylor Fritz          |
| 2016    | Oliver Anderson                       | Geoffrey Blancaneaux      | Denis Shapovalov            | Félix Auger-Aliassime |
| 2017    | Zsombor Piros                         | Alexei Popyrin            | Alejandro Davidovich Fokina | Wu Yibing             |
| 2018    | Sebastian Korda                       | Tseng Chun-hsin           | Tseng Chun-hsin             | Thiago Seyboth Wild   |
| 2019    | Lorenzo Musetti                       | Holger Rune               | Shintaro Mochizuki          | Jonáš Forejtek        |
| 2020    | Harold Mayot                          | Dominic Stricker          | Non joué                    | Non joué              |
| 2021    | Non joué                              | Luca Van Assche           | Samir Banerjee              | Daniel Rincón         |
| 2022    | Bruno Kuzuhara                        | Gabriel Debru             | Mili Poljičak               | Martín Landaluce      |
| 2023    | Alexander Blockx                      | Dino Prižmić              | Henry Searle                | João Fonseca          |
| 2024    | Rei Sakamoto                          | Kaylan Bigun              | Nicolai Budkov Kjær         | Rafael Jódar          |
| 2025    | Henry Bernet                          | Niels McDonald            |                             |                       |

## Joueurs les plus titrés
| Titres | Joueurs |
| ------ | --- |
| 5      | John Newcombe |
| 4      | Jack Crawford Billy Martin Stefan Edberg (Grand Chelem) Mark Kratzmann (Petit Chelem)                                                                                                  |
| 3      | John Bromwich Ken Rosewall Butch Buchholz (Petit Chelem sur 2 ans) Vladimir Korotkov Nicolás Pereira (Petit Chelem) Daniel Elsner (Petit Chelem sur 2 ans) Gaël Monfils (Petit Chelem) |

## Joueurs également titrés en seniors
Joueurs qui ont remporté un tournoi du Grand Chelem Junior et Seniors, mais pas forcément le même.
| Vainqueur en juniors et en seniors |
| ---------------------------------- |
| Jack Crawford 1926 - 1931          |
| Vivian McGrath 1932 - 1937         |
| Adrian Quist 1933 - 1936           |
| John Bromwich 1935 - 1939          |
| Dinny Pails 1940 - 1947            |
| Frank Sedgman 1946 - 1949          |
| Ken McGregor 1948 - 1952           |
| Ken Rosewall 1950 - 1953           |
| Lew Hoad 1951 - 1956               |
| Roy Emerson 1954 - 1961            |
| Andrés Gimeno 1955 - 1972          |
| Rod Laver 1957 - 1960              |
| John Newcombe 1961 - 1967          |
| Manuel Orantes 1967 - 1975         |
| Björn Borg 1972 - 1974             |
| John McEnroe 1977 - 1979           |
| Ivan Lendl 1978 - 1984             |
| Mats Wilander 1981 - 1982          |
| Pat Cash 1982 - 1987               |
| Stefan Edberg 1983 - 1985          |
| Roger Federer 1998 - 2003          |
| Andy Roddick 2000 - 2003           |
| Stanislas Wawrinka 2003 - 2014     |
| Andy Murray 2004 - 2012            |
| Marin Čilić 2005 - 2014            |

## Finaliste en seniors
Joueurs qui ont remporté un tournoi du Grand Chelem Junior et ont atteint une finale Seniors, mais pas forcément le même.
- Finale à l'Open d'Australie : Phil Dent 1974, Thomas Enqvist 1999, Marcelo Ríos 1998, Fernando González 2006, Márcos Baghdatís 2007, Jo-Wilfried Tsonga 2008
- Finale à Roland Garros : Patrick Proisy 1972, Victor Pecci 1979, Henri Leconte 1988, Andreï Medvedev 1999, Alexander Zverev 2024
- Finale à Wimbledon : Kurt Nielsen 1953 et 1955, Chris Lewis 1983, David Nalbandian 2002, Nick Kyrgios 2022
- Finale à l'US Open : Alexander Zverev 2020, Taylor Fritz 2024